# وثنية جديدة

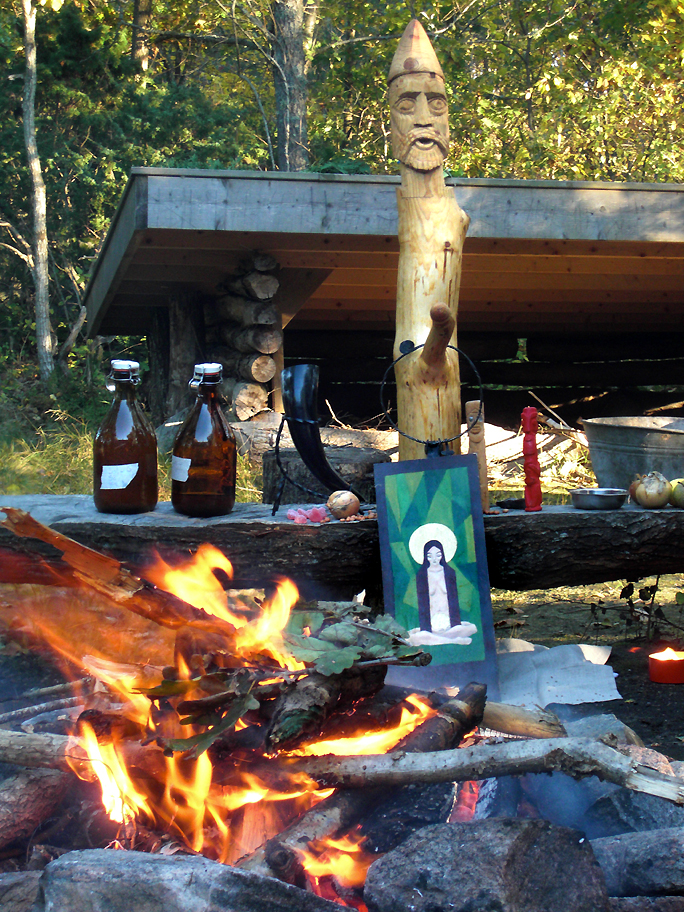
مذبح هيثاني ممثلًا عجلة العام عند الوثنيين الجدد في غرب السويد. يمثل الصنم الخشبي الكبير الإله فري.

الوثنية الجديدة أو الوثنيّة الحديثة، والمعروفة أيضًا باسم الوثنيّة المعاصرة، هي كلمةٌ جامعة لحركات دينية جديدة متأثّرة بالعقائد الوثنيّة القديمة في أوروبا القديمة وشمال أفريقيا والشرق الأدنى، أو مشتقّة منها. والحركات الدينيّة الوثنية المعاصرة متنوّعة، فلا تجمعها مجموعة واحدةٌ من العقائد أو الشعائر أو النصوص، وإن كانت تتشابه في أشياء. يعتبر معظم الباحثون الأكاديميون المعنيون بهذه الظاهرة أنها حركة لأديان مختلفة، وقلّة قليلة منهم تعدّها دينًا واحدًا تعدّ العقائد المختلفة فيه طوائف. لا يُسمّي جميع أتباع هذه العقائد الوثنية الجديدة أنفسهم وثنيين.
يعتمد الأتباع على المصادر الإثنية والفلكلورية قبلَ المسيحيّة على اختلاف درجة هذا الاعتماد، إذ يتبع كثير منهم روحانيّة يتفقون أنها حديثة بكاملها، ويحاول آخرون إحياء الأديان الإثنية الأهلية كما وُجِدت في المصادر التاريخية والفلكلورية، محاولين تحرّي الدقّة ما أمكن. وضع البحث العلمي الحركة الوثنية على سلسلة، على طرفها الأول الانتقائيّة، وعلى طرفها الآخر الإحيائيّة الوثنيّة التعدديّة. من الخصائص الشائعة في لاهوت الوثنيّة: تعدد الآلهة، والأرواحيّة، ووحدة الوجود. تُجرى الطقوس في جلسات منزليّة سرّيّة أو علنيّة.
علاقة الوثنيّة بالمسيحيّة علاقة سيّئة. تُربَط الوثنية المعاصرة أحيانا بحركة العصر الجديد، إذ لاحظ الباحثون بينهما اتفاقات واختلافات. بعد التسعينيّات أسّس الباحثون في الوثنيّة الحديثة مجالًا أكاديميًا للدراسة: الدراسات الوثنيّة.

## الاصطلاح

### التعريف
«إنّ في استخدام مصطلح ”الوثنية الحديثة“ وتعريفه خلافًا معتبرًا». فما من إجماع -حتّى بين دارسي الدراسات الوثنيّة- على أمثل تعريفٍ للوثنية المعاصرة. يصف معظم الباحثين الوثنية الحديثة على أنها مجموعة واسعة من أديانٍ مختلفة، لا على أنها دين واحد بعينه. يمكن مقارنة فئة الوثنية الحديثة بفئة الدين الإبراهيمي أو الدين الدرامي من حيث البنية. يحدّد تعريفٌ آخر أقلّ شيوعا -وهو تعريفٌ نشره الباحثان في الدراسات الدينيّة مايكل سترميسكا وغراهام هارفي- الوثنية الحديثة على أنها دين واحد فيه طوائف منها: الويكا، والدرويدريّة والهيثانيّة. انتُقِد هذا الرأي من جهة أن الحركة الوثنية تختلف في القضايا الجوهرية كاللاهوت والكونيّات والأخلاقيات والحياة الأخرى والأيّام المقدسة والشعائر.
عُرّفت الوثنية المعاصرة على أنها «مجموعة من التقاليد الدينية والروحية والسحرية المتأثرة بوعيٍ منها بنظم الاعتقاد قبل اليهودية والمسيحية والإسلامية لأوروبا وشمال إفريقيا والشرق الأدنى». من ثَمّ فإن هذا الرأي يقرّ بأن الظاهرة «ظاهرة شديدة التنوّع»، ولكنه في الوقت نفسه يرى «عنصرًا مشتركًا محدّدًا» ساريًا في الحركة الوثنية. وصف سترميسكا كذلك الوثنية على أنها حركة «مكرّسة لإحياء أديان تعدد الآلهة وعبادة الطبيعة التي كانت في أوروبا قبل المسيحية، ولتوظيف هذه الأديان لمصلحة الناس في المجتمعات الحديثة». عرّف الباحث الدينيّ ووتر هانغراف الوثنية على أنها تجمع «كل هذه الحركات الحديثة المبنيّة -أوّلًا- على القناعة بأن ما وصمته المسيحية بالوثنيّة والخرافيّة كان نظرةً كونيّة عميقة غنيّة بالمعنى، وثانيًا على أن الشعائر القائمة على هذه النظرة الكونية يمكن -وينبغي- إحياؤها في العالم الحديث».
وصف الباحثان مارينا أيتامورتو وسكوت سيمبسون العلاقة بين الأديان الوثنية المختلفة أنها علاقة بين أديان هي «كالأخوة الذين اتخذوا سُبُلًا مختلفة في الحياة ولكنهم حافظوا جميعًا على تشابهات ظاهرة». مع هذا، فإن هذه الأديان وإن كانت أديانًا مختلفة قائمة بنفسها، فإن بين هذه المعتقدات «تلاقح» كبير. وهكذا فإن كثيرًا من المجموعات أثّرت وتأثّرت بالأديان الوثنية الأخرى، لتجعل التفريق الواضح الباتّ بينها أصعب على باحثي الدراسات الدينية. صُنّفت الأديان الوثنية المختلفة على أنها حركات دينية جديدة، ووصفت الأنثروبولوجية كاثرين رونتري الوثنية بكاملها على أنها «ظاهرة دينية جديدة». اعتبر عدد من الباحثين -لا سيّما في أمريكا الشمالية- الوثنية الحديثة على أنها صورة من الدين الطبيعي.

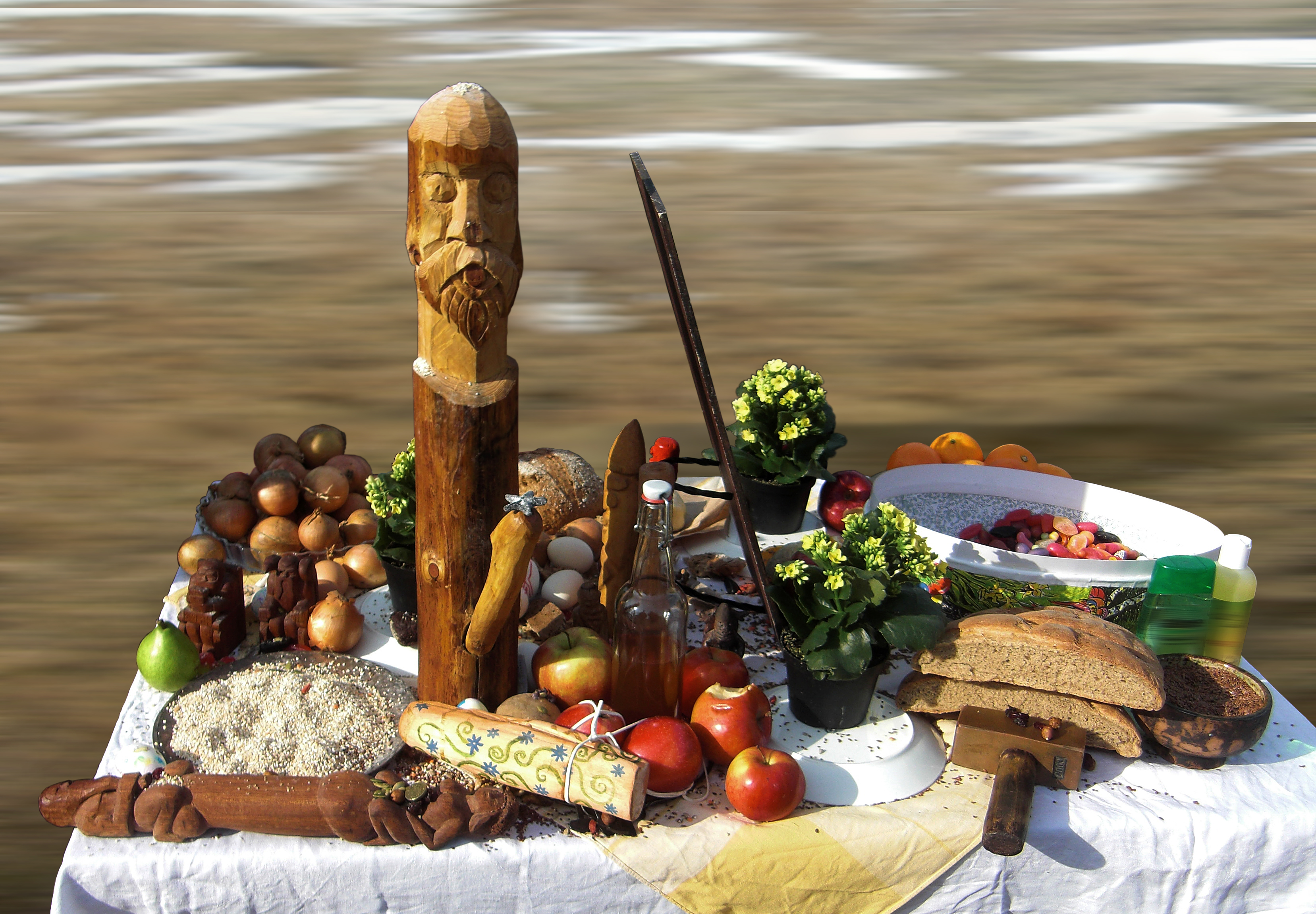
ضريح وثني هيثاني في السويد مكرّس للإله فري- صورة تعود لعام 2010

يتحاشى بعض الممارِسين مصطلح «الوثنية» كلّه، مختارين ألّا يعرّفوا أنفسهم به، بل باسم دينهم الأخصّ منه، كالهيثانيّة أو الويكيّة. ذلك أن مصطلح «باغان، الوثنية» له أصول في المصطلحات المسيحية، وهو شيء يريد الوثنيون تجنّبه. يفضّل البعض مصطلح «الدين القوميّ (الإثنيّ)» على «الوثنية»، فقد غيّرت الهيئة التشريعية الوثنية العالمية المؤسَّسة عام 1998 اسمها إلى المؤتمر الأوربّي للأديان القوميّة، وهذا المصطلح مرتبط بالكلمة الإغريقية إثنوس، وبالمجال الأكاديمي الإثنولوجي. في المناطق السلافية من أوروبا، يُفضَّل مصطلح «الإيمان المحلّيّ» على مرادفه «الوثنية»، وهو في الأوكرانية ريدنوفيرستفو، وفي الروسية رودنوفيري، وفي البولندية رودزيمويرستو. يعدّ كثير من الممارِسين «الإيمان المحلّيّ» فئة من فئات الوثنية الحديثة، لكنّه لا يجمع كلّ الأديان الوثنية. يفضّل الوثنيون أحيانًا بعض المصطلحات الأخرى، مثل «الدين التقليدي» و«الدين الأهليّ» و«الدين المحلّيّ» و«الإحيائيّة».
في رأي بعض الوثنيين -مثل مايكل يورك وبودنس جونس النشطين في الدراسات الوثنية- أنّ تشابه الرؤية الكونية الروحية يمكّن اعتبار الحركة الوثنية الحديثة كجزءٍ من الظاهرة العالمية الدينية التي ضمت الأديان السابقة للمسيحية، والأديان الأهلية الحيّة، والأديان العالمية كالهندوسية والشنتو والأديان الأمريكية الأفريقية. وذهبوا أبعد من ذلك فقالوا إن جميع هذه الأديان قد يضمّها مصطلح «الوثنيّة»، بمعناه العامّ أو الخاص. انتقد كثير من المختصين في الدراسات الدينية هذه الدعوى. أشار الناقدون إلى أن هذه الدعاوى تسبب مشكلات في الدراسة التحليلية إذ تجمع في صنف واحد نظمًا اعتقاديّة بينها اختلافات كبيرة، ولاحظوا أن هذا الاستخدام يصبّ في مصلحة الوثنيين من جهة أنه يعطي الحركة مظهرًا عالميًّا أكبر من حقيقتها. ذكر دويل وايت أن هذه الأديان الجديدة التي تبني على نظم الاعتقاد السابقة للمسيحية في مناطق العالم الأخرى، كأفريقيا جنوب الصحراء الكبرى أو الأمريكيّتين، لا يمكن ضمّها تحت حركة الوثنية المعاصرة، إذ إن هذه الأخيرة أوروبيّة صميمة من حيث تركيزها. كذلك فإن سترميسكا أكّد أن الوثنية الحديثة ينبغي ألّا تُخلَط بالنظم الاعتقادية للشعوب الأصلية إذ إن هذه الأخيرة عاشت في ظلّ الاستعمار ومخلّفاته، وأن هذه الحركات نبعت من «خلفيات ثقافية ولغوية وتاريخية مختلفة» عن خلفيات الشعوب الأصلية، وإن كانت تشابهها في نظرتها الكونيّة.

### تجديد «الوثنيّة»
فضّل كثير من الباحثين استخدام «الوثنية الجديدة» لوصف الظاهرة، باستعمال كلمة «الجديدة، السابقة neo- في الإنكليزية» لتفريق الأديان الحديثة عن نظائرها القديمة السابقة للمسيحيّة. يفضّل بعض ممارسي الوثنية كذلك «الوثنية الجديدة»، لاعتقادهم أن هذه السابقة توصل معنى الطبيعة المُجَدَّدة للدين، مثل رفضه لبعض الشعائر كالتضحية بالحيوانات. وخلافًا لهذا فإن معظم الوثنيين لا يستعملون مصطلح «الوثنية الجديدة»، ويرفضه بعضهم، إذ إن تخصيصها بـ «الجديدة» يقطع الصلة -على نحو عدوانيّ- بينها وبين ما يعتقدون أنها أسلافها القديمة السابقة للمسيحيّة. لهذا يتحاشى كثير من الباحثين في العالم الإنكليزي هذا العدوان، فيستعملون سابقات أخرى مثل «الحديثة» أو «المعاصرة» بدلًا من «الجديدة». يشجّع كثير من الباحثين في الدراسات الوثنية، مثل رونالد هوتون وسابينا ماغليوكو استخدام الحرف الكبير «Paganism» لتمييز الحركة الحديثة، والحرف الصغير للتعبير عن النظم الاعتقادية السابقة للمسيحية. أشار رونتري في 2015 أن التفريق بين الحرف الكبير والصغير هو المعتمد المتعارف عليه في مجال الدراسات الوثنية.

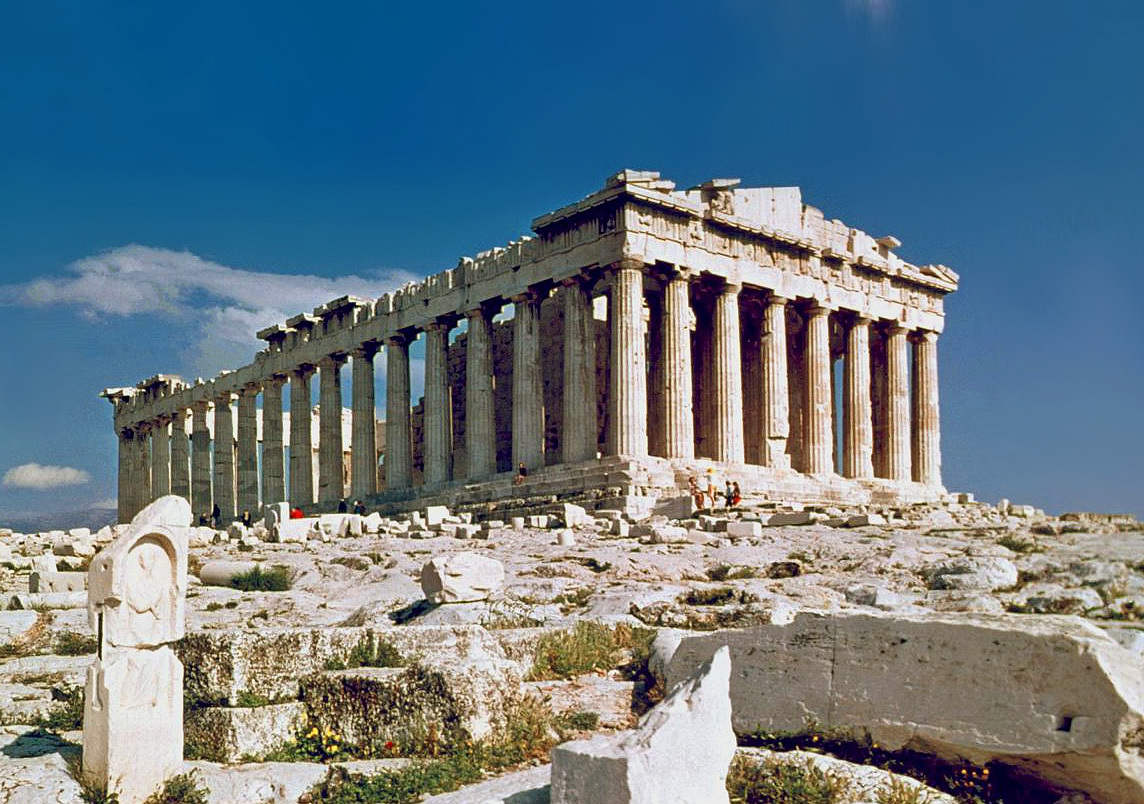
يعدّ معبد البارثينون من عهد ما قبل المسيحية في أثينا مكرسًا للآلهة أثينا. الكثير من الوثنيين الجدد ثابتون على قناعة وجوب تغيير المعنى السلبي المنوط بكلمة «وثني» لتكريم الإنجازات الحضارية في أوروبا ما قبل المسيحية

صكّ مصطلح «الوثنية الجديدة» في القرن التاسع عشر للإشارة إلى النهضة والإحيائية الكلاسيكية الرومنسية المولعة بمآثر الحضارة الإغريقية. بحلول ثلاثينيات القرن العشرين، صار مصطلح «الوثنية الجديدة» يطبَّق على حركات دينية جديدة كالحركة الدينية الألمانية لجاكوب ويليم وحركة «زادروغا» البولندية، وكان مصطلحًا يستعمله الأغيار غالبًا بمعنى ازدرائيّ. ظهرت التسمّي بـ «الوثنية» في 1964 و1965، في منشورات جمعية ويتشكرافت البحثية، استَعمل المصطلح في ذلك الحين الإحيائيون الويتشيّون في الولايات المتحدة والمملكة المتحدة، ولكن لم يتصلوا بالحركة الوثنية الأوسع المضادّة بالثقافة. يرجع نشر مصطلح الوثنية والوثنية الجديدة بالمعنى المعاصر إلى أوبريون زل رافنهرت، المشارك في تأسيس أول معبد وثني سمّاه «المعبد الوثني الجديد لكلّ العالمين» وهو الذي بدأ في 1967 بقضايا أصغر كقضايا «غرين إيغ: البيضة الخضراء» واستعمل هذين المصطلحين للحركة النامية. شاع هذا الاستخدام منذ إحياء الوثنية في سبعينيات القرن العشرين.
في رأي سترميسكا فإن تجديد مصطلح الوثنية الذي أجراه الوثنيون الحديثون كان «دفاعا مدروسا» ضد «المجتمع التقليدي المسيحي»، إذ مكّنهم من استعماله مصدرًا «للفخر والقوّة». قارن في هذا تجديد حركة تحرير المثليين لمصطلح كوير «queer وتعني: غريب»، إذ كان هذه المصطلح يستخدم سابقًا لمجرد ظلم المثليين واضطهادهم، أما الآن فهو ذلو دلالة إيجابية، إذ يعني «queer وتعني: أحرار الجنس». اقترح أن جزءًا كبيرًا من القبول الذي لقيه المصطلح يرجع إلى أن كثيرًا من الوثنيين الصابئين نشؤوا في أُسَرٍ مسيحية، وأنه بتبنّي مصطلح الوثنية الذي لطالما استعمل في الإشارة إلى ما «ترفضه وتلعنه السلطات المسيحية»، اختصر هؤلاء الصابئون «بكلمة واحدة تحوّلهم التامّ» عن المسيحية. واقترح أبعد من ذلك أن مصطلح «الوثني» صار مقبولا بسبب صورته التي ظهر بها في الأدب الرومنسي والأوربي القومي منذ القرن التاسع عشر، إذ كان يُشبَع «بغموضٍ ما وجاذبية». أشار سترميسكا كذلك إلى نقطة ثالثة، أنه باعتماد كلمة «وثني»، تحدّى الوثنيون المعاصرون عدم تقبل الأديان لمخالفيها، بتمجيد الشعوب الأوربية السابقة للمسيحية والتنويه بإنجازات هذه المجتمعات الحضارية والفنية.

## الأقسام

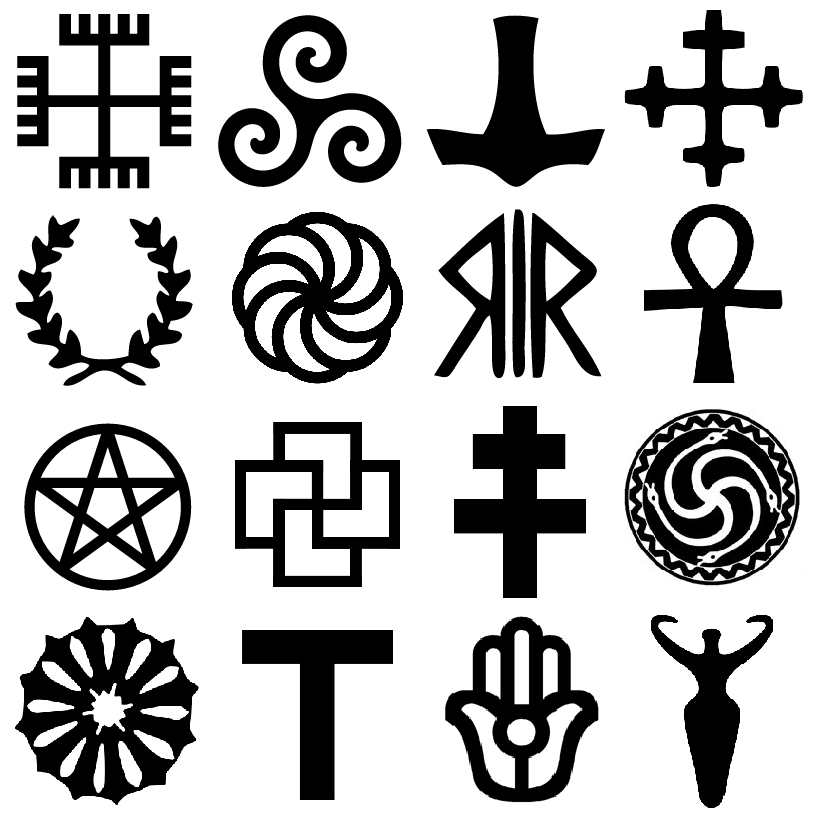
رموز لعدد من الأديان الوثنيّة الجديدة

### العرق والمنطقة
تتّخذ بعض المجموعات الوثنيّة العرق أساسًا لها، وتقصر عادةً عضويّتها على من كان من مجموعتهم العرقية نفسها. يصف نقّاد هذا الاتجاه إلى أن هذا القَصْر صورةٌ من صور العنصريّة العرقيّة. أمّا بعض المجموعات الأخرى، فتسمح للأفراد من أي عرقٍ أن تنتمي لها، ويفسّرون هذا بأن آلهة دين معيّن أو إلاهاته قد تدعو أيّ أحد لعبادتها. يعبّر هؤلاء الأفراد أحيانًا عن انجذابهم إلى نظم الاعتقاد السابقة للمسيحية في منطقة معيّنة لا يربطهم بها أي رابط عرقي إذ يؤمنون أنهم متقمَّصون لفردٍ من ذلك المجتمع. يوجَد في الحركات الوثنية الأوروبية تركيز على العرقيّة أكبر من الموجود في أمريكا الشمالية والجزر البريطانيّة. يُنظَر إلى هؤلاء الوثنيين العرقيّين عادة على أنهم ردود على آيديولوجيات الاستعمار والعولمة والكوسموبوليتية، ومخاوف المَحْو الثقافي. تواجه المجموعات المقصورة عرقيًا تحديات فالمجموعات التي في شرق أوروبا وشمالها مثلًا يتزايد فيها التنوع العرقي من خلال الهجرة والزواج المختلط (بين الأعراق).
علّق سيمبسون وأيتامورتو أنّ النموذج القائل إن أشكال الوثنية اليسارية منتشرة في أمريكا الشمالية وجزر بريطانيا، أمّا الأشكال اليمينيّة فتنتشر في وسط أوروبا وشرقها، علّقا أنّه نموذج يحوي «بعض الحقيقة»، وإن كان «مبسَّطًا جدًّا».ولاحظا أن المجموعات الوثنية في هذه المناطق الأخيرة تركّز على «مركزية الأمة أو المجموعة العرقية أو القبيلة». يقول رونتري أنه من الخاطئ افتراض أنّ «تعبيرات الوثنية يمكن تصنيفها بدقّة حسب المنطقة»، وإن كان يقرّ أن بعض النزعات واضحة في بعض المناطق، كأثر الكاثوليكية على الوثنية في جنوب أوروبا.